# Joint Chiefs of Staff

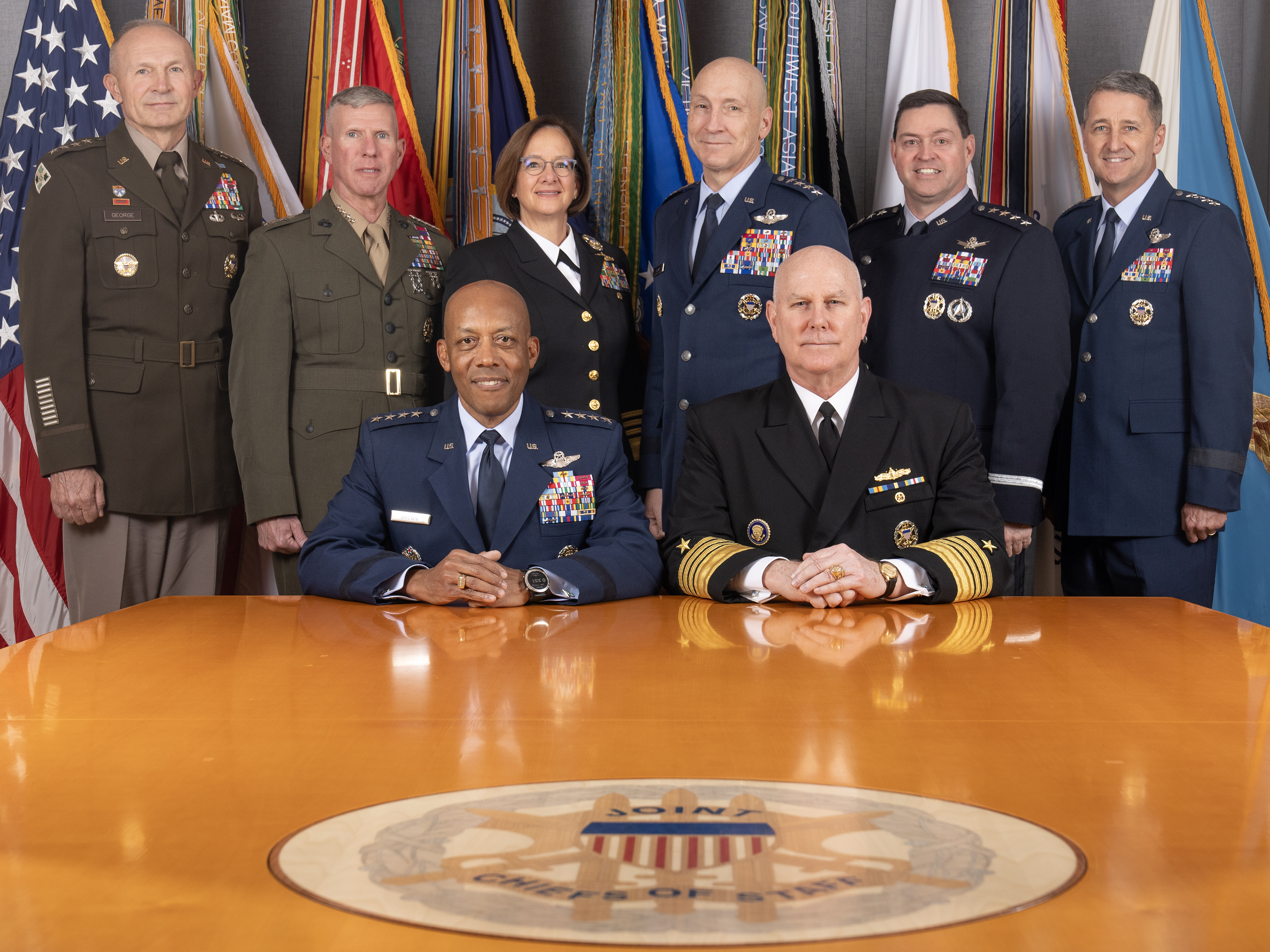
Lo Stato maggiore congiunto nel maggio 2024.

Il Joint Chiefs of Staff (tradotto in italiano come  capi di stati maggiori riuniti o stato maggiore congiunto) è un organo, all'interno del Dipartimento della difesa degli Stati Uniti, che riunisce i capi di stato maggiore di ciascun ramo delle forze armate statunitensi (US Army, US Marine Corps, US Navy, US Air Force, US Space Force), il capo dell'ufficio della Guardia Nazionale e il comandante della Guardia Costiera, il quale partecipa alle riunioni ma non ne è membro. Al suo vertice sta il capo degli stati maggiori congiunti.
Il Joint Staff (JS) ha il quartier generale al Pentagono, con uno staff composto da personale di ciascuno dei sei rami delle forze armate (US Army, US Navy, U.S. Marine Corps, U.S. Air Force, U.S. Space Force, e U.S. Coast Guard), guidato dal direttore del JCS.
È l'organo consultivo del presidente degli Stati Uniti, del segretario alla difesa, dell'Homeland Security Council e del National Security Council in materia militare.

## Storia
Durante la guerra di secessione la dimensione delle forze armate aumentò e continuò ad accrescersi anche dopo, creando problemi alla realizzazione di azioni congiunte tra la Marina e l'Esercito. Questi problemi causarono molti inconvenienti durante la guerra ispano-americana e, in seguito alle critiche dell'opinione pubblica all'organizzazione delle forze armate, nel 1903 fu creato il "Comitato congiunto dell'Esercito e della Marina" (Joint Army and Navy Board). Questo era formato dai capi di stato maggiore delle due armi, allo scopo di pianificare operazioni congiunte e risolvere i problemi di coordinamento.
Tuttavia, il Comitato congiunto non riuscì ad espletare questi compiti, perché non gli fu dato il potere di attuare le sue decisioni. Inoltre, il Comitato congiunto non aveva la possibilità di avanzare propri punti di vista, ma poteva semplicemente commentare le questioni e i punti di vista sottopostogli dai segretari della Marina e della guerra. Di conseguenza, il Comitato congiunto ebbe poco impatto, anche sulle operazioni militari degli Stati Uniti durante la prima guerra mondiale.
Il 20 luglio 1942, all'inizio della seconda guerra mondiale, l'ammiraglio William D. Leahy divenne comandante congiunto dell'Esercito e della Marina, ma non fu formalmente un vero capo di stato maggiore congiunto, anche se nei fatti svolse queste funzioni; la posizione di capo di stato maggiore congiunto venne creata solo nel 1949 e il primo ad occuparla fu il generale Omar Bradley.
A seguito del Goldwater-Nichols Act del 1986, i capi di stato maggiore congiunti non hanno autorità di comando operativo, né individualmente né collettivamente come JCS, poiché la catena di comando va dal presidente Usa al segretario alla difesa e da questi ai comandanti delle unità combattenti.

## Ruoli e responsabilità
Dopo la riorganizzazione delle forze armate secondo il Goldwater-Nichols Act, avvenuta nel 1986, gli stati maggiori riuniti non ebbero più il comando operativo delle forze armate statunitensi. Le responsabilità per condurre operazioni militari andavano dal presidente degli Stati Uniti e dal segretario della difesa direttamente ai capi dei comandi combattenti unificati (Unified Combatant Command), aggirando completamente lo stato maggiore congiunto. Oggi la sua principale funzione sta nell'assicurare la prontezza dei loro rispettivi servizi militari.
Un'altra responsabilità dello stato maggiore congiunto consiste nella consulenza al presidente degli Stati Uniti e al segretario della difesa. In questo stretto ruolo consultivo, lo stato maggiore congiunto costituisce il secondo organo deliberativo per la politica militare, dopo il Consiglio per la sicurezza nazionale.

### Attuali membri del Joint Chiefs of Staff
- Capo dello stato maggiore congiunto degli Stati Uniti: generale Dan Caine
- Vice Capo dello stato maggiore congiunto degli Stati Uniti: ammiraglio Christopher W. Grady
- Capo di stato maggiore dell'Esercito degli Stati Uniti: generale Randy A. George
- Comandante del Corpo dei Marines: generale Eric M. Smith
- Capo delle Operazioni Navali: ammiraglio James W. Kilby
- Capo di stato maggiore dell'Aeronautica degli Stati Uniti: generale David W. Allvin
- Capo delle Operazioni Spaziali: generale B. Chance Saltzman
- Capo dell'Ufficio della Guardia Nazionale: generale Daniel R. Hokanson

#### Partecipante non membro
- Comandante della Guardia Costiera: ammiraglio Linda L. Fagan

## Comandanti
- Elenco capi di stato maggiore congiunto

## Immagini

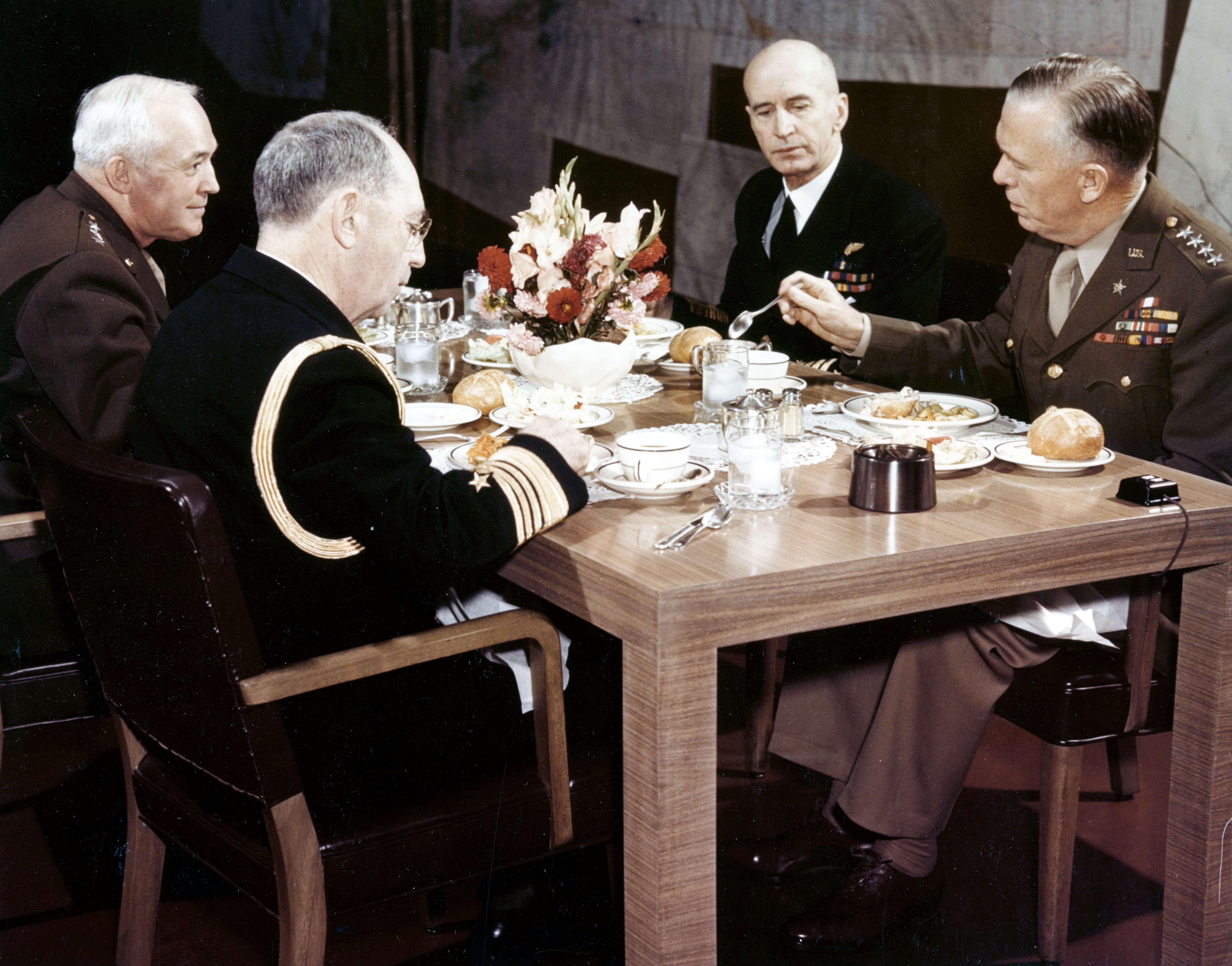
Lo Stato maggiore congiunto nel 1943.
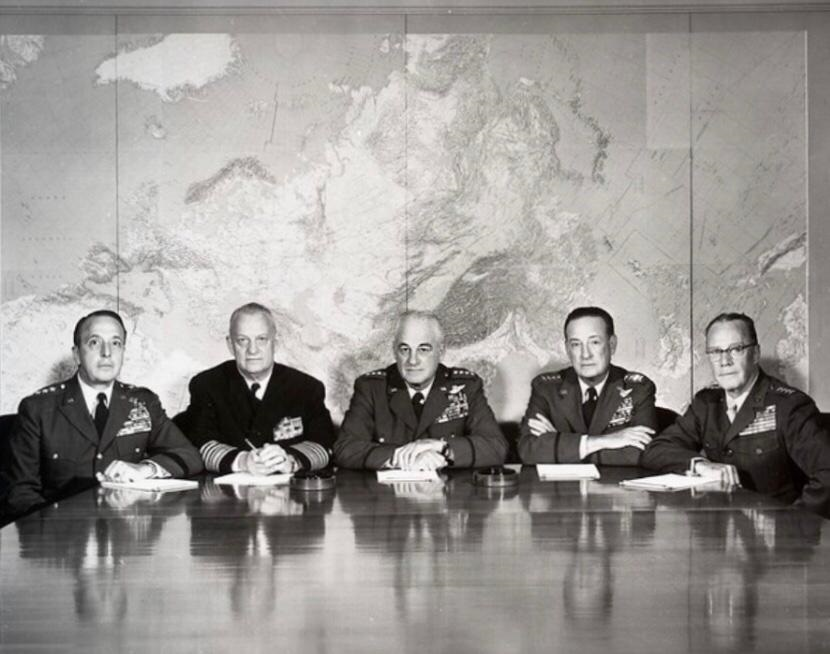
Lo Stato maggiore congiunto nel 1959.
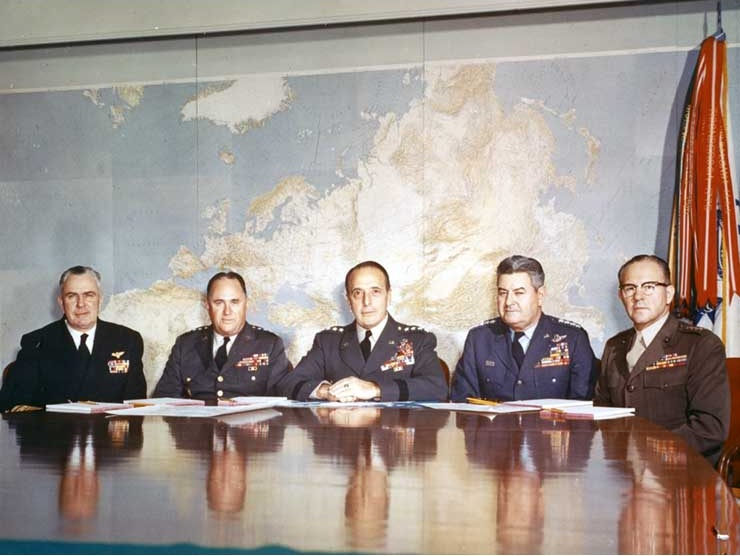
Lo Stato maggiore congiunto nel 1961.
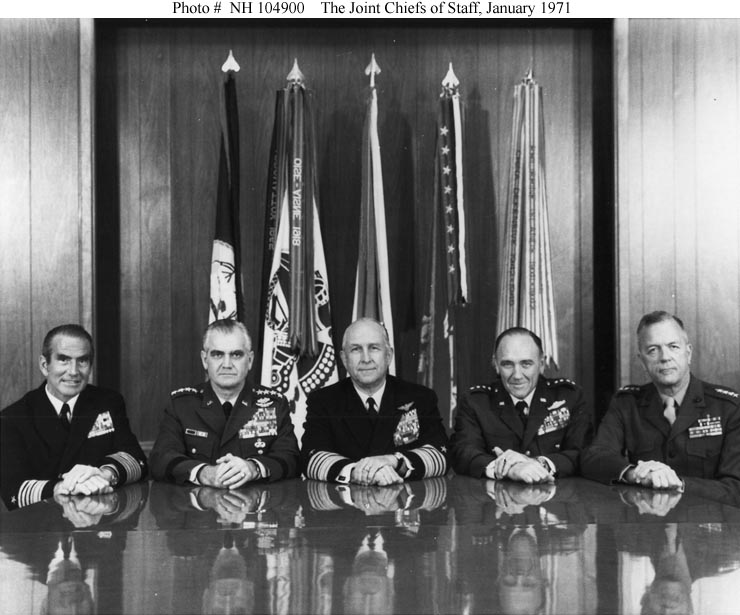
Lo Stato maggiore congiunto nel 1971.
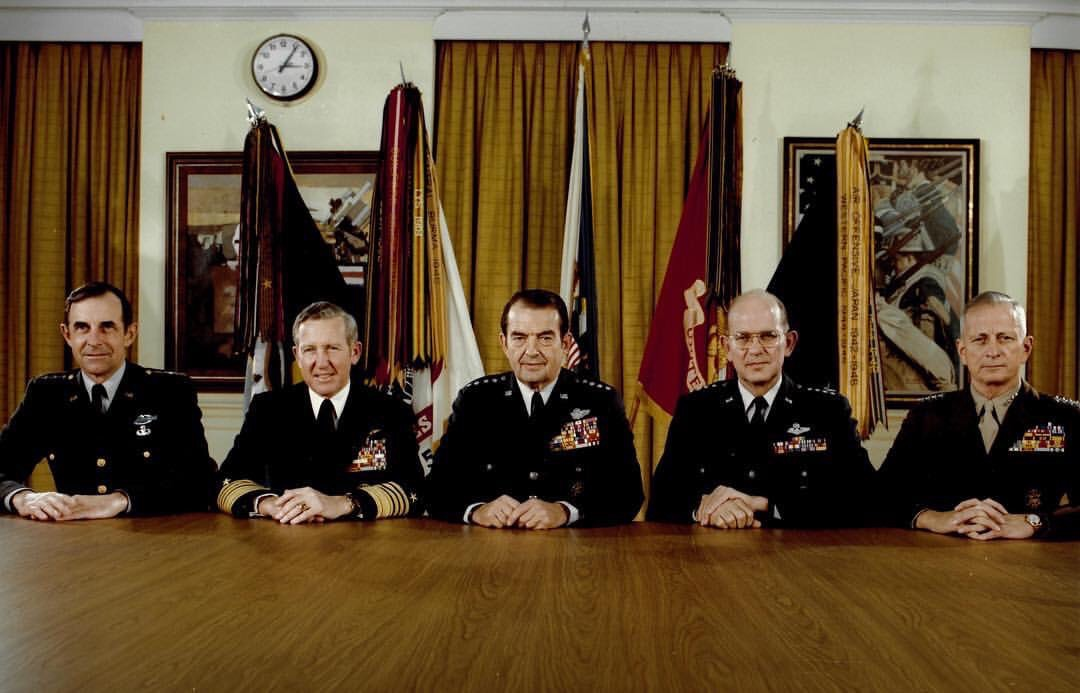
Lo Stato maggiore congiunto nel 1981.
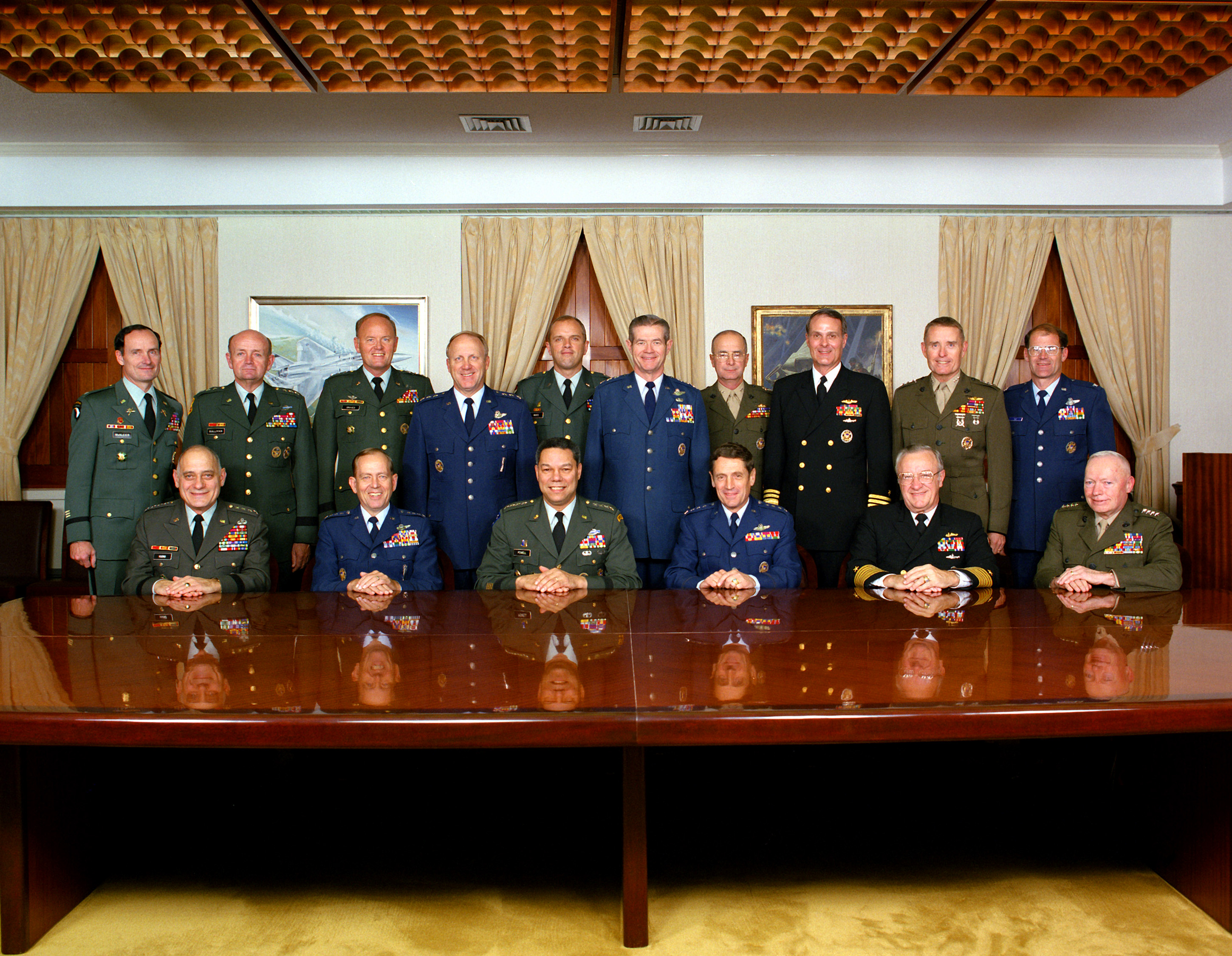
I capi di stato maggiore (seduti) e i direttori dei dipartimenti dello stato maggiore congiunto (in piedi), nel 1989.
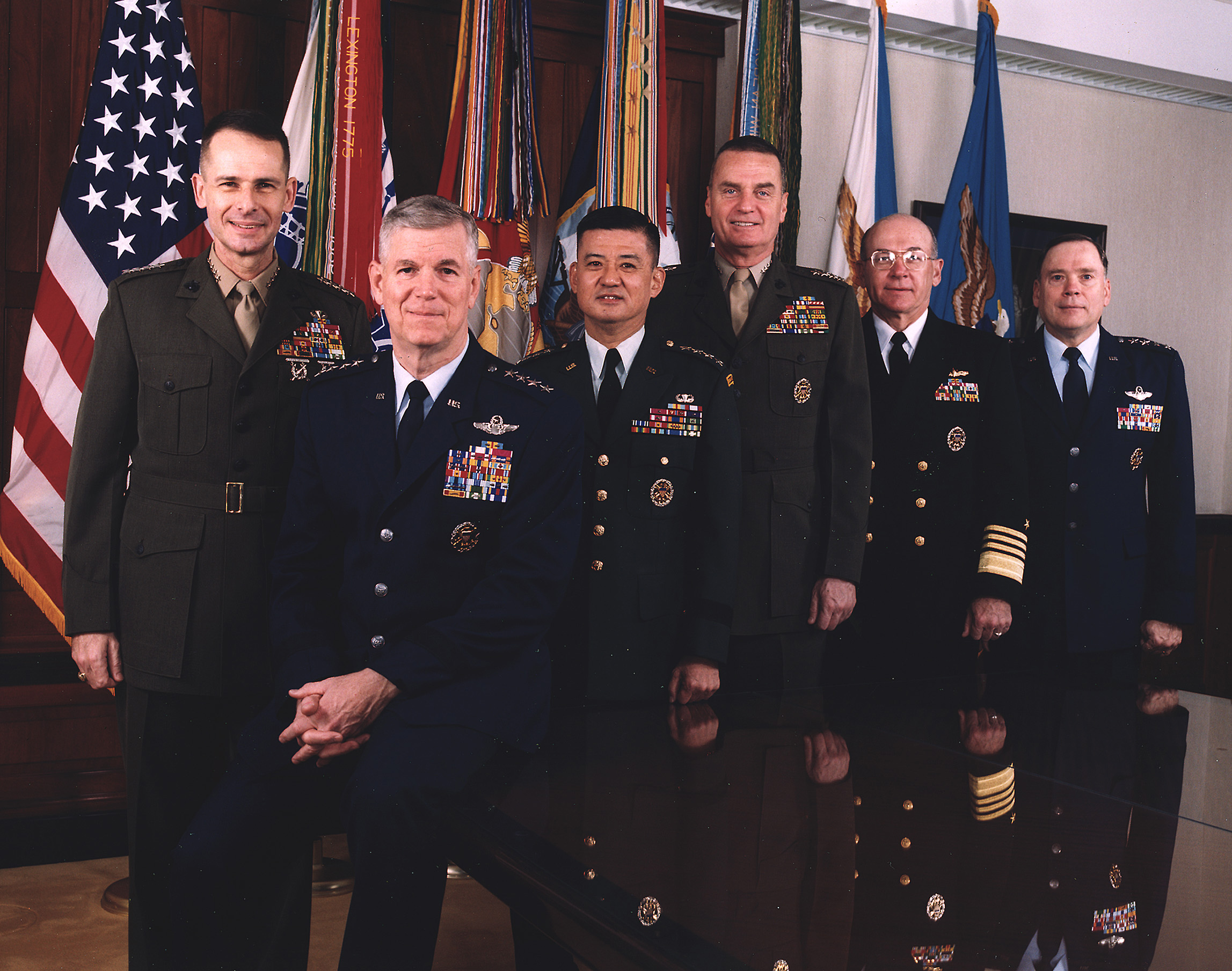
Lo Stato maggiore congiunto nel 2001.
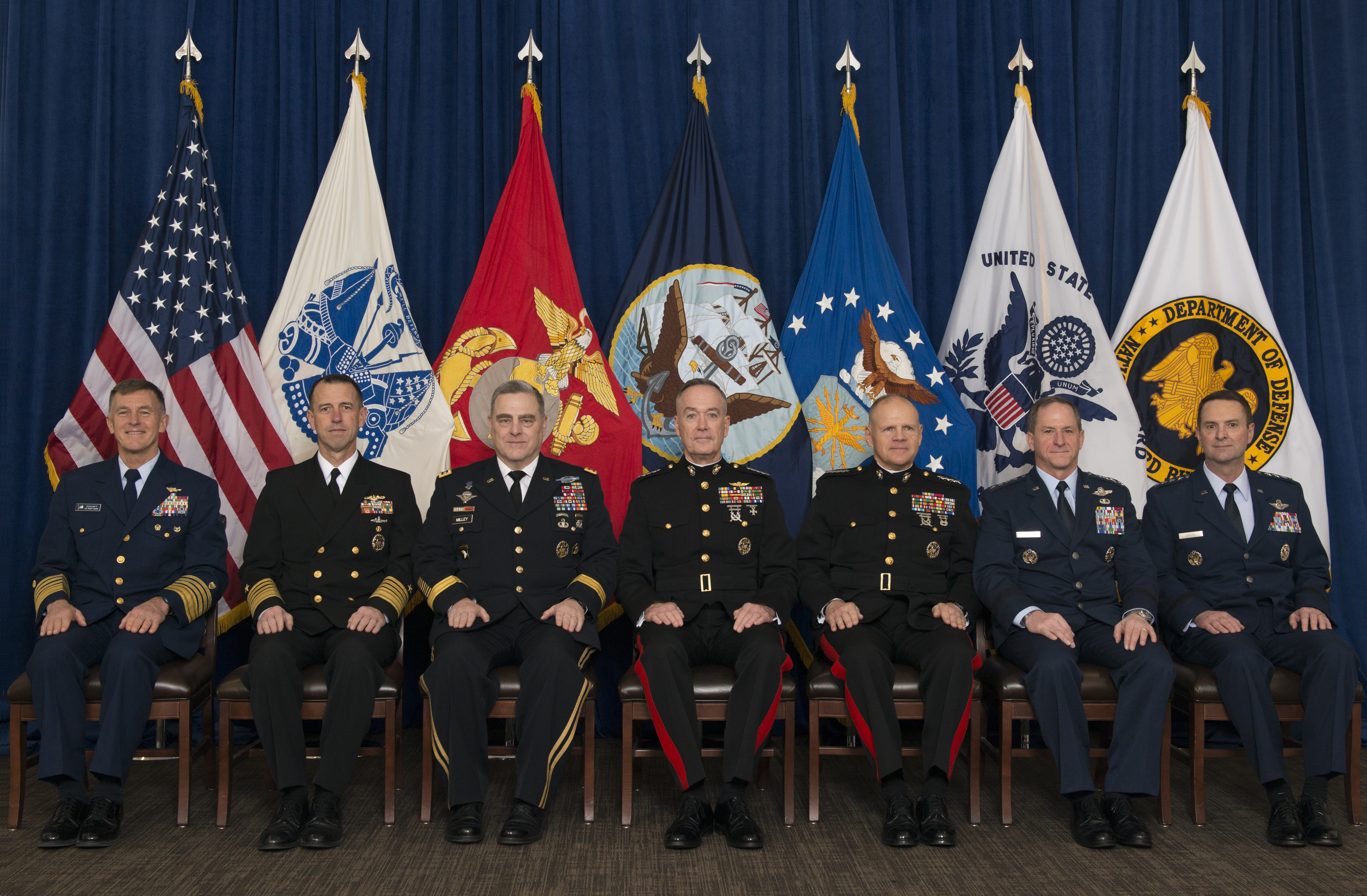
Lo Stato maggiore congiunto nel 2017.
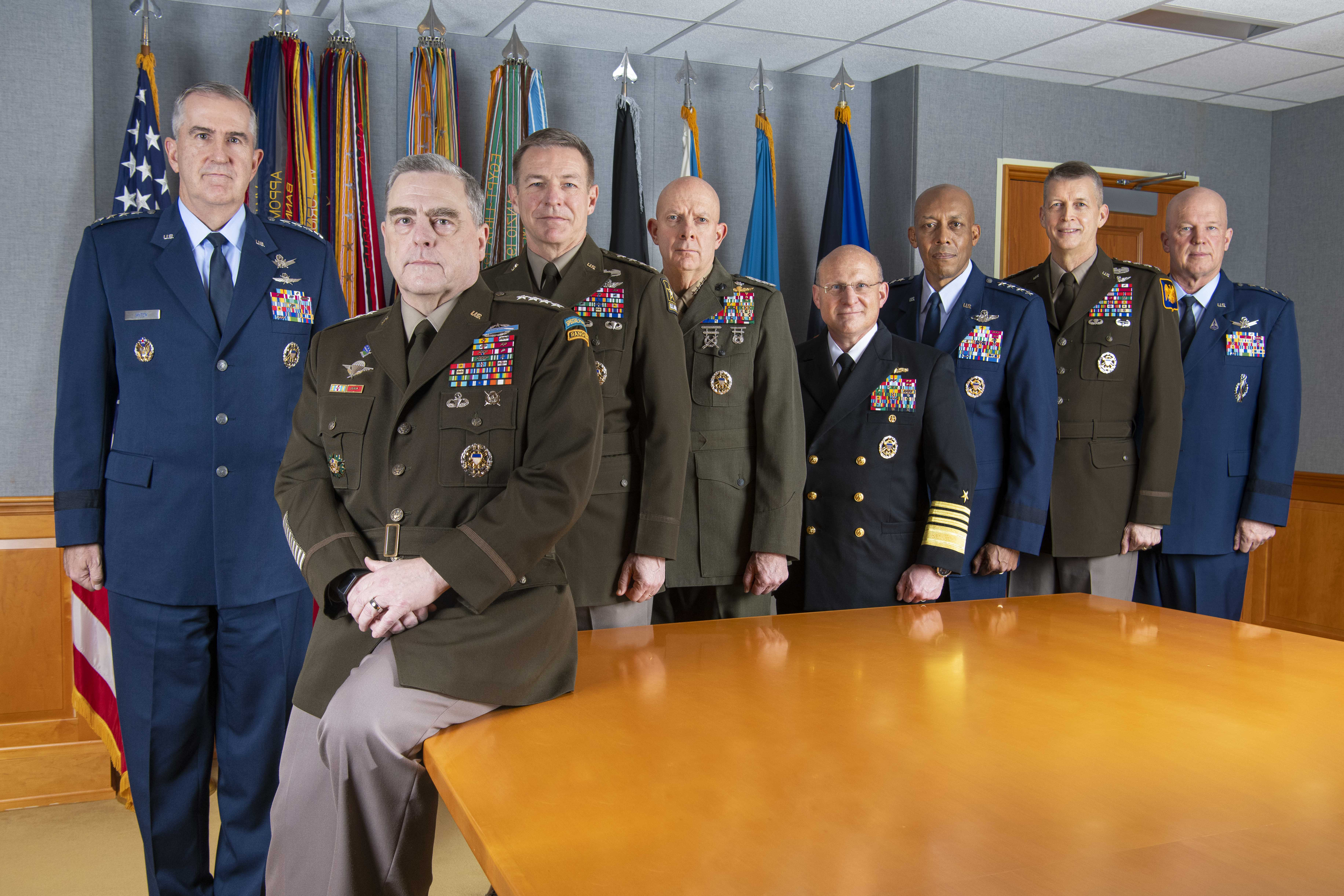
Lo Stato maggiore congiunto ampliato all’ottavo membro, il Capo delle operazioni spaziali, nel 2020.